# Johannes Hermann Müller

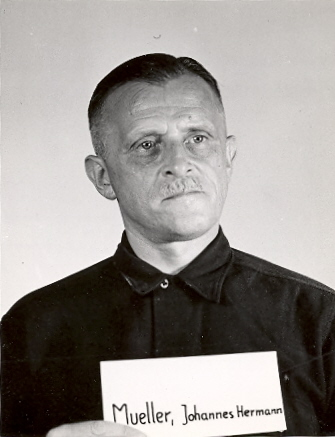
Johannes Hermann Müller als Zeuge bei den Nürnberger Prozessen

Gotthold Hermann Johannes Müller (* 30. Juli 1895 in Gotha; † 24. März 1961 in Kassel) war ein deutscher Polizeibeamter und Täter des Holocaust.

## Leben

### Jugend und Karrierebeginn
Nach dem Schulbesuch in Berlin, den er im Frühjahr 1914 mit dem Abitur abschloss, studierte Müller ein Semester Philologie. Vom 1. August 1914 bis zum Dezember 1918 nahm er am Ersten Weltkrieg teil, ab 1916 als Offizier.
Im Anschluss an seine Entlassung aus der preußischen Armee, aus der er als Leutnant ausschied, nahm Müller ein Studium der Rechtswissenschaften auf, das er aber ohne Abschluss abbrach. Stattdessen trat er im September 1919 als Anwärter auf die Höhere Polizeilaufbahn (Kriminalkommissaranwärter) beim Polizeipräsidium Berlin in den Polizeidienst ein. Von 1919 bis 1930 war Müller bei der Kriminalpolizei in Berlin tätig und studierte nebenbei an der Berliner Universität. 1921 bestand er das Staatsexamen (Abschlussexamen als Kriminalkommissar) und wurde daraufhin im August 1921 zum Kriminalkommissar ernannt und fest als Kriminalbeamter angestellt.
Ab 1921 war Müller kurze Zeit bei einem Polizeiamt in Berlin-Kreuzberg tätig. 1922 bis 1923 war er Chef der Reichszentrale zur Bekämpfung des Internationalen Mädchenhandels. Ebenfalls 1922 wurde er nach der Aufdeckung eines großen Mordfalls zum Chef einer Berliner Mordkommission ernannt, was er bis 1930 blieb. Während dieser Zeit fungierte er 1923 als deutscher Vertreter in der Liga für Menschenrechte beim Völkerbund in Genf und von 1930 bis 1931 als Mordspezialist bei der Internationalen Kriminalistischen Vereinigung.
1931 amtierte Müller für kurze Zeit als stellvertretender Leiter der Kriminalpolizei in Mönchengladbach. Anschließend wurde er anlässlich eines vielbeachteten Kindermordfalles nach Breslau versetzt, wo er von 1931 bis 1933 den Posten des Inspektionsleiters bzw. des Leiters der Mordkommission der Kriminalpolizei bekleidete (Leiter der Mordkommission für Niederschlesien).

### Zeit des Nationalsozialismus
Kurz nach dem Machtantritt der Nationalsozialisten im Frühjahr 1933 wurde Müller als Mitglied der SPD – der er seit 1927 angehört hatte – verhaftet und einem Verfahren nach dem Berufsbeamtengesetz unterworfen. Kurz darauf wurde er in einer niedrigen Stellung als Sittenpolizist wieder in den Polizeidienst eingestellt. Zum 1. Mai 1933 trat er der NSDAP bei (Mitgliedsnummer 2.031.230).
1935 wurde Müller zur Politischen Polizei versetzt und von dort zur Abwehrpolizei abkommandiert. In der Folgezeit war er bei der Abwehrstelle in Saarbrücken tätig. 1936 wechselte er zur Abwehrstelle der Wehrmacht in Wiesbaden, wurde aber, da er diesen Schritt unter Nichteinhaltung des Dienstweges vollzogen hatte, zur Polizei zurückversetzt und mit einem Verweis bestraft. Als Polizeiangehöriger wurde er 1939 Mitglied der SS (SS-Nummer 337.403). 1938 wurde er als Leiter der polizeilichen Abwehr im Rang eines Kriminaldirektors nach Dresden versetzt, wo er bis 1940 blieb.
Während des Zweiten Weltkriegs folgte Müller im deutsch besetzten Polen Anfang März 1941 Josef Meisinger als Kommandeur der Sicherheitspolizei und des Sicherheitsdienstes (KdS) Warschau nach. Anschließend fungierte er als Nachfolger von Walter Huppenkothen von Juli 1941 bis September 1943 als KdS in Lublin. Zum Teil findet sich für diese Zeit auch die Funktionsbeschreibung eines „Beauftragten für die Dienststelle des Kommandeurs der Sicherheitspolizei Lublin“. Am 21. August 1942 bezeichnete Odilo Globocnik, zu dieser Zeit Höherer SS- und Polizeiführer in Lublin, Müller im Beisein des Reichsführers SS Heinrich Himmler als einen seiner „besten Männer“. Müller wurde daraufhin wegen seiner „Verdienste bei der Judenvernichtung“ durch Himmler umgehend zum SS-Obersturmbannführer befördert.
In dieser Stellung wurde ein Strafverfahren wegen Polen- und Judenfreundlichkeit durch ein Polizeigericht gegen ihn eingeleitet, was zu seinem Amtsverlust führte. 1943 wurde er aus der NSDAP ausgeschlossen.
Nach einer längeren Erkrankung (Angina Pectoris) war Müller ab dem 4. Januar 1944 bei der Auslandsprüfstelle der Wehrmacht in Berlin tätig, wo er als Leiter der Auswertungsgruppe der Auslandspost mit Aufgaben der Briefzensur befasst war. Später im Jahr 1944 wurde im Zusammenhang mit dem Attentat vom 20. Juli 1944 gegen ihn ermittelt. Insbesondere wurde er über den Verbleib des untergetauchten Arthur Nebe verhört. Nachdem Müller am 9. Januar 1945 aus der Polizei zur Versetzung in den einstweiligen Ruhestand pensioniert worden war, wurde er im März 1945 Trossführer im Rang eines Hauptmanns beim 3. Bataillon des Wehrmacht-Infanterieregiments 11 (IR 11/III).

### Nachkriegszeit
Bei Kriegsende geriet Müller bei Wörlitz in US-amerikanische Gefangenschaft. In der Folgezeit wurde er bei den Nürnberger Prozessen insbesondere zu den Aktivitäten der Politischen Polizei und des SD befragt. 1947 wies er die amerikanischen Ermittlungsbehörden als einer der ersten auf die Bedeutung des früheren Leiters des Judenreferates im RSHA, Adolf Eichmanns hin, den er als „Massenmörder“ kennzeichnete: Müller hatte Eichmann während des Krieges in Lublin und Berlin beobachtet und Material über ihn gesammelt – u. a. Fotos und Fingerabdrücke –, das er den Amerikanern zur Verfügung stellte.
Während seiner Internierung in verschiedenen Lagern fungierte Müller nacheinander als Hauptschriftleiter der Lagerzeitung Ziegenain Camp 95 und dann als Hauptschriftleiter der Brücke in Camp 75.
Einem im August 1949 durch die Republik Polen gestellten Auslieferungsantrag aufgrund Müllers Teilnahme an der „Massenausrottung von Juden“ wurde seitens der deutschen Behörden nicht stattgegeben. Müller trat wieder in den Polizeidienst ein – ab 1952 im Rang eines Kriminalkommissars – und leitete 1953 den Landeserkennungsdienst in Hessen sowie stellvertretend das Hessische Landeskriminalamt. Zum Regierungs- und Kriminalrat befördert meldete er sich im Juli 1954 dienstuntauglich und wurde im November 1954 in den Ruhestand versetzt. An seinem Wohnort Nonnenroth war er Organist der örtlichen Kirchengemeinde, engagierte sich wieder in der SPD und ging seiner Jagdleidenschaft nach. Konspirativ soll Müller für einen deutschen Nachrichtendienst Rechtsradikale überwacht haben. Am 23. November 1960 wurde Müller festgenommen und starb am 24. März 1961 in der Untersuchungshaft.